# Sphagnoecetis
Sphagnoecetis là một chi rêu trong họ Cephaloziaceae.